# С большой силой приходит большая ответственность
«С большой силой приходит большая ответственность» — древняя пословица, аллюзия на Дамоклов меч. Эта формулировка использовалась журналистами, разными писателями, а также в политике, монархической риторике, правоохранительных органах, общественной безопасности и в различных средствах массовой информации.

## История
Эта пословица очень близка к отрывку христианской Библии из Притчи о верном слуге (Луки 12:48, синодальный перевод): «И от всякого, кому дано много, много и потребуется, и кому много вверено, с того больше взыщут». Другой перевод: «Тому, кому дано много, от того многое потребуется; и кому многое было доверено, с того спросят ещё больше».
Другое выражение о соотношении силы лидерства и ответственности также содержится в высказывании Мухаммеда. «Каждый из вас является лидером, и каждый из вас будет нести ответственность за своих подданных».
Использование конкретных формулировок («большая сила» и «большая ответственность»), однако, восходит ко времени французской революции, когда был составлен «Plan de travail, de surveillance et de correspondance» (План работы, контроля и корреспонденции), который был предложен Comité de Salut Public (Комитетом общественного спасения) и в 1793 одобрен французским Национальным конвентом.

 Они [представители] должны осознать, что великая ответственность является неотъемлемым результатом великой силы.
Более двух десятилетий спустя, в 1817 году, член палаты общин Великобритании Уильям Лэмб, как записано, сказал: «Обладание великой властью обязательно подразумевает большую ответственность».
В 1885 году в своих воспоминаниях Улисс С. Грант писал: «На очень ответственных должностях каждый должен выполнять свой долг в меру своих возможностей».
В 1899 году президент США Уильям Маккинли использовал следующее в своём обращении к Государству Союза: «Перед этим Конгрессом открываются большие возможности. С ними приходит большая ответственность».
В 1906 году Уинстон Черчилль, будучи заместителем секретаря по делам колоний, сказал: «Там, где есть великая власть, есть и большая ответственность», даже указав, что в то время это уже была культурная максима, применяемая к правительству. В 1943 году, теперь уже будучи премьер-министром, Черчилль ещё раз повторил пословицу, хотя и менее точно: «Цена величия — ответственность».
Хотя это и не точная фраза, президент США Теодор Рузвельт написал в письме 1908 года, что «ответственность должна сопровождаться властью (с англ. power — сила, власть)».
Призванный критиковать медиамагнатов, владевших британскими газетами того времени, премьер-министр Великобритании Стэнли Болдуин в своей речи в марте 1937 года привёл пословицу: «Власть без ответственности — прерогатива блудницы на протяжении веков».
В своём обращении к Нации в 1945 году президент США Франклин Д. Рузвельт заявил, что «В демократическом мире, как и в демократической стране, власть должна быть связана с ответственностью и обязана защищать и оправдывать себя в рамках общего блага».

### Использование вЧеловеке-пауке
Тематическая и широко цитируемая фраза «с большой силой приходит большая ответственность» часто приписывается персонажу дяде Бену в комиксах издательства Marvel Comics с участием Человека-паука.

Фраза впервые мелькает в Amazing Fantasy # 15 (1962), в которой она появляется в последней панели комикса в качестве подписи:
И сгорбленная молчаливая фигура растворяется в сгущающейся тьме, осознав наконец, что в этом мире с великой силой всегда приходит великая ответственность!
Хотя дядя Бен, кстати, произнёс всего две фразы во всем комиксе, в последующих историях и флэшбэках, которые происходили, когда Бен был ещё жив, эта фраза стала ретроактивно одной из многочисленных наставлений, которыми он поучал Питера. Первое упоминание о том, что Бен сказал эту фразу Питеру, было в 1972 году, когда Рон Данте (из группы The Archies) включил её в свой альбом Spider-Man: A Rockomic. Однако в комиксах эта атрибуция не приживётся ещё как минимум десятилетие; самое раннее появление прямой ссылки на то, что Бен говорит Питеру эту фразу, предположительно, было в «Человеке-пауке против Росомахи» #1 (1987) Джима Оусли, М. Д. Брайта и Эла Уильямсона. Несмотря на это, впервые фраза была явно произнесена Беном в комиксе только в феврале 2002 года, когда она появилась в Amazing Spider-Man, Vol. 2, #38.
Фраза приобрела популярность и массовое культурное значение после её произнесения в фильме 2002 года «Человек-паук» режиссёра Сэма Рэйми, в котором её произносят как дядя Бен (в исполнении Клиффа Робертсона), так и Питер Паркер (в исполнении Тоби Магуайра). Полная фраза появляется в фильме «Человек-паук: Нет пути домой» (2021), произнесённая тётей Мэй (в исполнении Марисы Томей) Питеру (в исполнении Тома Холланда). Паркер Магуайра также распознаёт и заканчивает фразу, когда Паркер Холланда рассказывает своим альтернативным версиям о том, что Мэй сказала ему это перед смертью.
Современные переосмысления Человека-паука, включая фильм Рэйми 2002 года, а также комикс «Ultimate Spider-Man», изображают Бена, говорящего эту фразу Питеру в их последнем разговоре вместе. Автор комиксов Грег Пак считает, что этот слоган — «один из величайших моральных принципов во всей американской массовой культуре».

## Дополнительные источники
- Mui, Ylan (19 декабря 2018). China uses Spider-Man motto to slam US over trade at tense WTO meeting. CNBC (англ.). Дата обращения: 29 апреля 2019.
- Whitbrook, James (20 марта 2019). Spider-Man: Life Story Offers a Fascinating Thought Experiment for Peter Parker's Oldest Mantra. io9. Дата обращения: 29 апреля 2019.
- News Corp Australia (23 декабря 2010). US President Barack Obama quotes Spider-Man at press conference. The Sunday Times (англ.). Perth. Дата обращения: 29 апреля 2019.
- 'With great power comes great responsibility': how 'Spiderman' inspired rail minister. Malayala Manorama. 26 октября 2017. Дата обращения: 29 апреля 2019.